# Rue Sainte-Marthe (ancienne voie de Paris)
Cet article concerne l'ancienne rue du 6e arrondissement. Pour l'actuelle, voir Rue Sainte-Marthe (Paris).
Pour les articles homonymes, voir Rue Sainte-Marthe.
La rue Sainte-Marthe est une ancienne voie de Paris, aujourd'hui disparue, située dans l'ancien 10e arrondissement (actuel 6e).

## Situation
Longue de 38 m, elle reliait le passage Saint-Benoît à la rue Childebert (voies disparues),.

## Histoire

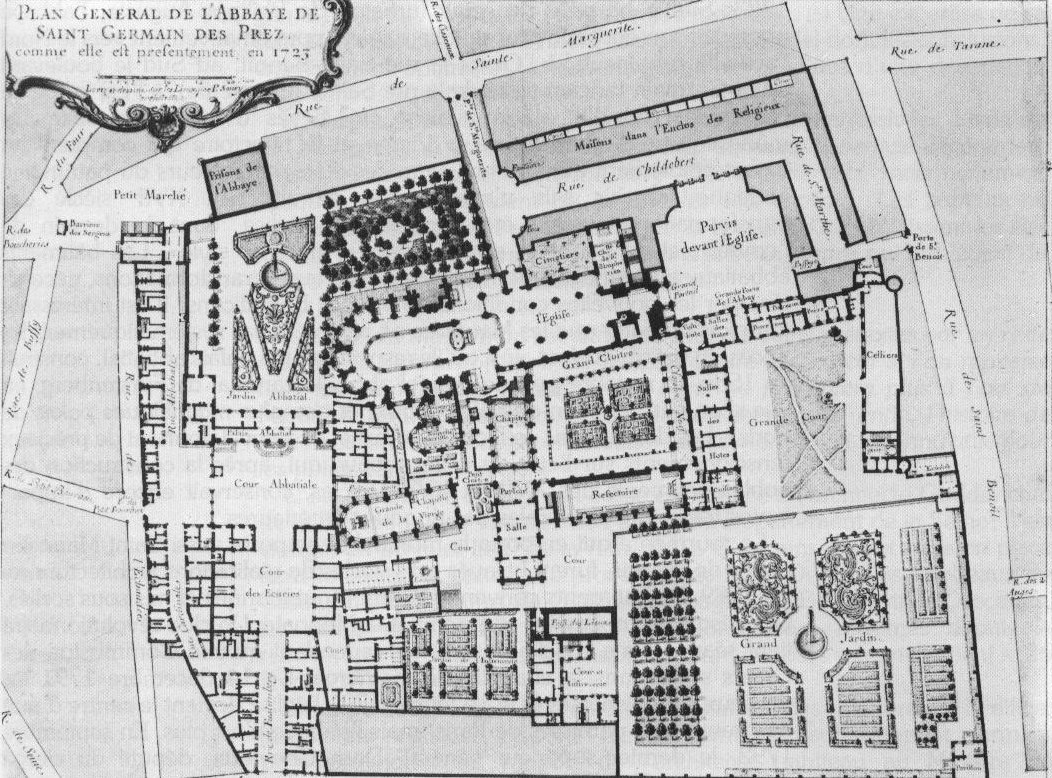
La rue sur un plan de l'abbaye en 1723.

Elle est ouverte en 1715 dans l'enclos de l'abbaye de Saint-Germain-des-Prés en même temps que la rue d'Erfurth et la rue Childebert par Henri-Pons de Thiard de Bissy, abbé commendataire. Elle est nommée en l'honneur de Denis de Sainte-Marthe, professeur de philosophie et de théologie à l'abbaye et supérieur général de la congrégation de Saint-Maur. Les immeubles de rapport sont construits par Victor-Thierry Dailly.
Une décision ministérielle du 21 août 1817 et une ordonnance royale du 29 avril 1839 ont fixé la largeur de cette rue à 9,74 m. La rue est supprimée dans le cadre du prolongement de la rue de Rennes et de la création du boulevard Saint-Germain, décidée par le décret du 28 juillet 1866.